# Freistetten
Freistetten ist ein Gemeindeteil von Altomünster im oberbayerischen Landkreis Dachau. Am 1. Mai 1978 kam der Weiler Freistetten als Ortsteil von Hohenzell zu Altomünster.

## Geschichte
Marx und Maria Neumayr verkauften am 20. Juni 1793 für 200 Gulden ihr Haus Hohenzell Nr. 19 und erbauten sich im gleichen Jahr außerhalb des Ortes ein neues Haus. Am 1. März 1794 übergaben sie ihr neues Anwesen ihrem Sohn Ulrich.
Es liegt nahe, dass die Deutung des Ortsnamens vom freistehenden Haus abgeleitet wird.